# Graniczna Placówka Kontrolna Barwinek

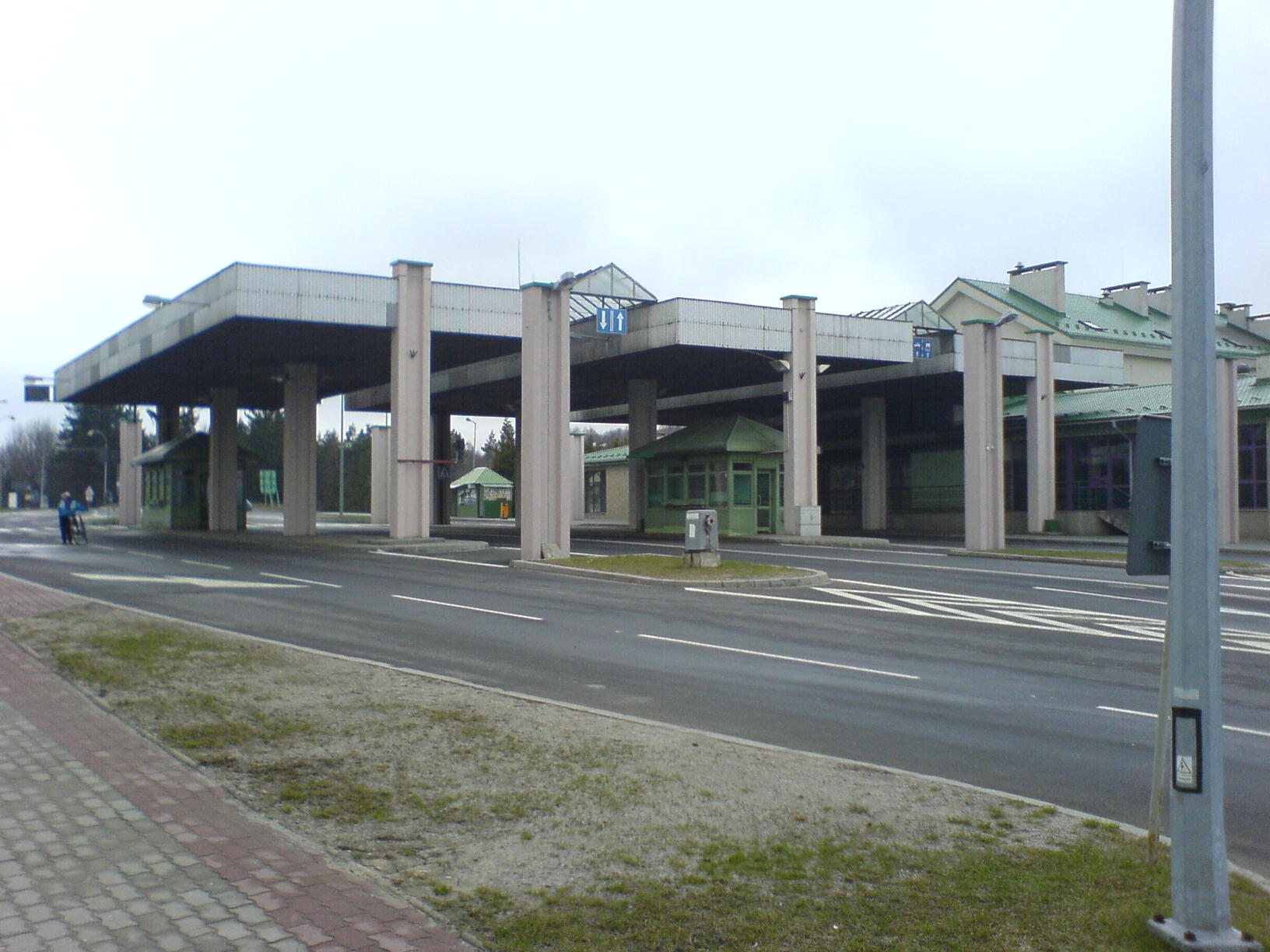
Przejście graniczne Barwinek-Vyšný Komárnik, stan z 11 kwietnia 2008

Graniczna Placówka Kontrolna Barwinek – zlikwidowany pododdział Wojsk Ochrony Pogranicza wykonujący kontrolę graniczną osób, towarów i środków transportu bezpośrednio w przejściach granicznych na granicy z Czechosłowacją
Graniczna Placówka Kontrolna Straży Granicznej w Barinku – zlikwidowana graniczna jednostka organizacyjna Straży Granicznej wykonująca kontrolę graniczną osób, towarów i środków transportu bezpośrednio w przejściach granicznych na granicy z Czechosłowacją/Republiką Słowacką.

## Formowanie i zmiany organizacyjne
Jesienią 1965 placówka weszła w podporządkowanie Komendy Wojewódzkiej Milicji Obywatelskiej.
1 września 1989 Graniczna Placówka Kontrolna Barwinek została przekazana z Bieszczadzkiej Brygady WOP i włączona w struktury Karpackiej Brygady WOP w Nowym Sączu i tak funkcjonowała do 15 maja 1991.
Straż Graniczna:
16 maja 1991 ochronę granicy państwowej przejęła nowo sformowana Straż Graniczna, a Graniczna Placówka Kontrolna SG w Barwinku weszła w podporządkowanie Bieszczadzkiego Oddziału Straży Granicznej (GPK SG w Barwinku).
W 2000 rozpoczęła się reorganizacja struktur Straży Granicznej związana z przygotowaniem Polski do wstąpienia do Unii Europejskiej i przystąpieniem do Traktatu z Schengen. Podczas restrukturyzacji wprowadzono kompleksową ochronę granicy już na najniższym szczeblu organizacyjnym, tj. strażnica i graniczna placówka kontrolna. Wprowadzona całościowa ochrona granicy zniosła podział na graniczne jednostki organizacyjne ochraniające tylko tzw. „zieloną granicę” i prowadzące tylko kontrole ruchu granicznego. W wyniku tego, 2 stycznia 2003 Strażnica SG w Barwinku została włączona w strukturę Granicznej Placówki Kontrolnej Straży Granicznej w Barwinku. Od tego dnia GPK SG w Barwinku przejęła służbową odpowiedzialność za ochronę odcinka granicy państwowej podległy dotychczas rozwiązanej strażnicy SG w Barwinku.
Zgodnie z rozporządzeniem Ministra Spraw Wewnętrznych i Administracji z 22 września 2004, 1 stycznia 2005 GPK SG w Barwinku została przekazana z Bieszczadzkiego Oddziału SG i włączona w struktury Karpackiego Oddziału SG w Nowym Sączu
Jako Graniczna Placówka Kontrolna Straży Granicznej w Barwinku funkcjonowała do 23 sierpnia 2005 i 24 sierpnia 2005 została przekształcona na Placówkę Straży Granicznej w Barwinku (PSG w Barwinku).

## Ochrona granicy
2 stycznia 2003 GPK SG w Barwinku przejęła pod ochronę odcinek granicy państwowej, po rozformowanej strażnicy SG w Barwinku:
- Włącznie od znaku granicznego nr I/147, wyłącznie do znaku gran. nr I/171[5].

## Podległe przejście graniczne
- Barwinek-Vyšný Komárnik (drogowe).

## Dowódcy/komendanci granicznej placówki kontrolnej
- kpt. Zdzisław Rytko[6]
- kpt. Bogdan Matelowski[6]
- mjr Jan Hoc[6]
- mjr Józef Jezierski[6]
- mjr Andrzej Śliwiński[6]

Komendanci GPK SG:
- kpt. SG Wiesław Chrobak (od 16.05.1991)[7].

## Upamiętnienie

Pomnik Pamięci Żołnierzom WOP i SG we wsi Barwinek (sierpień 2011)
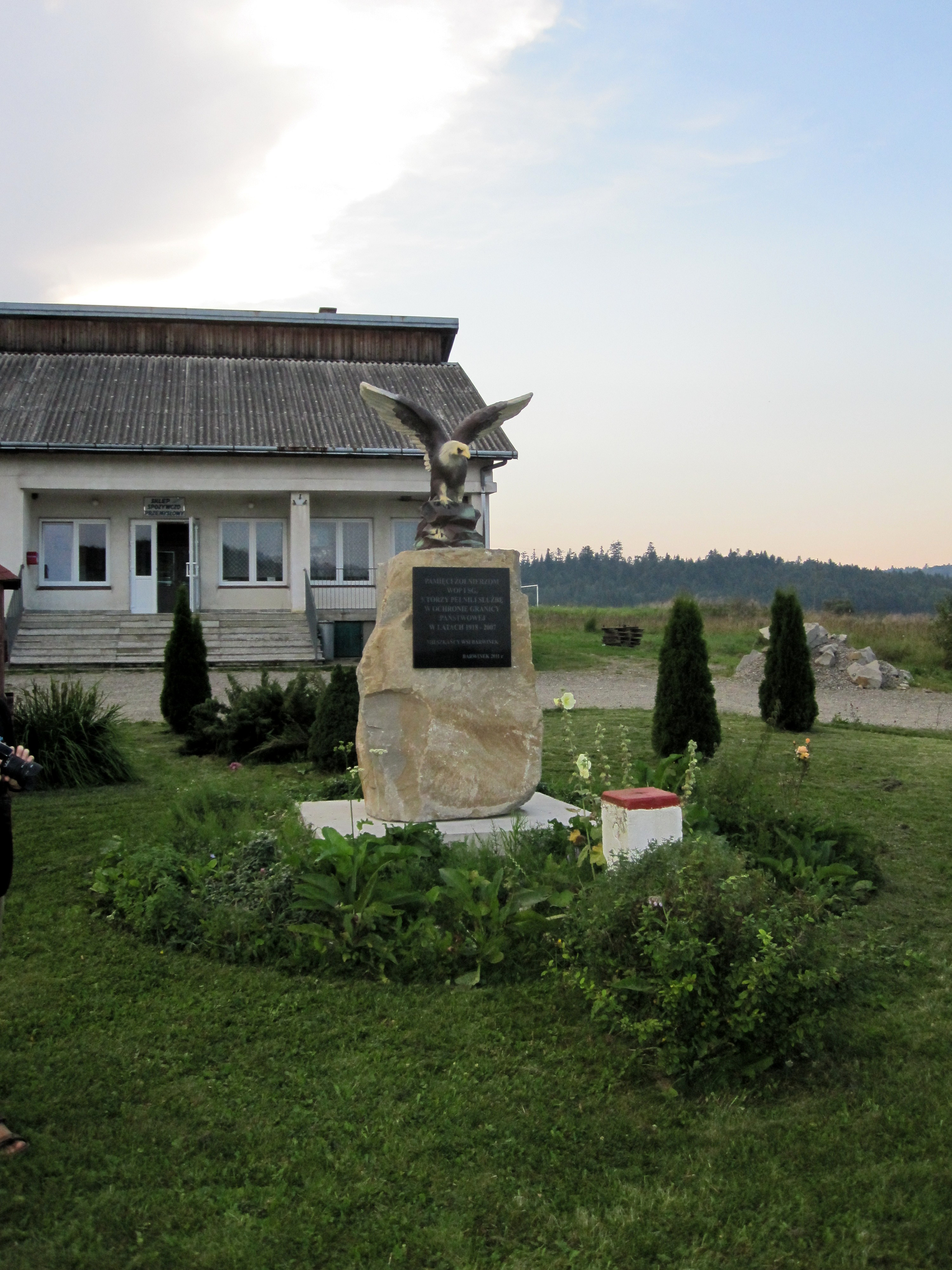
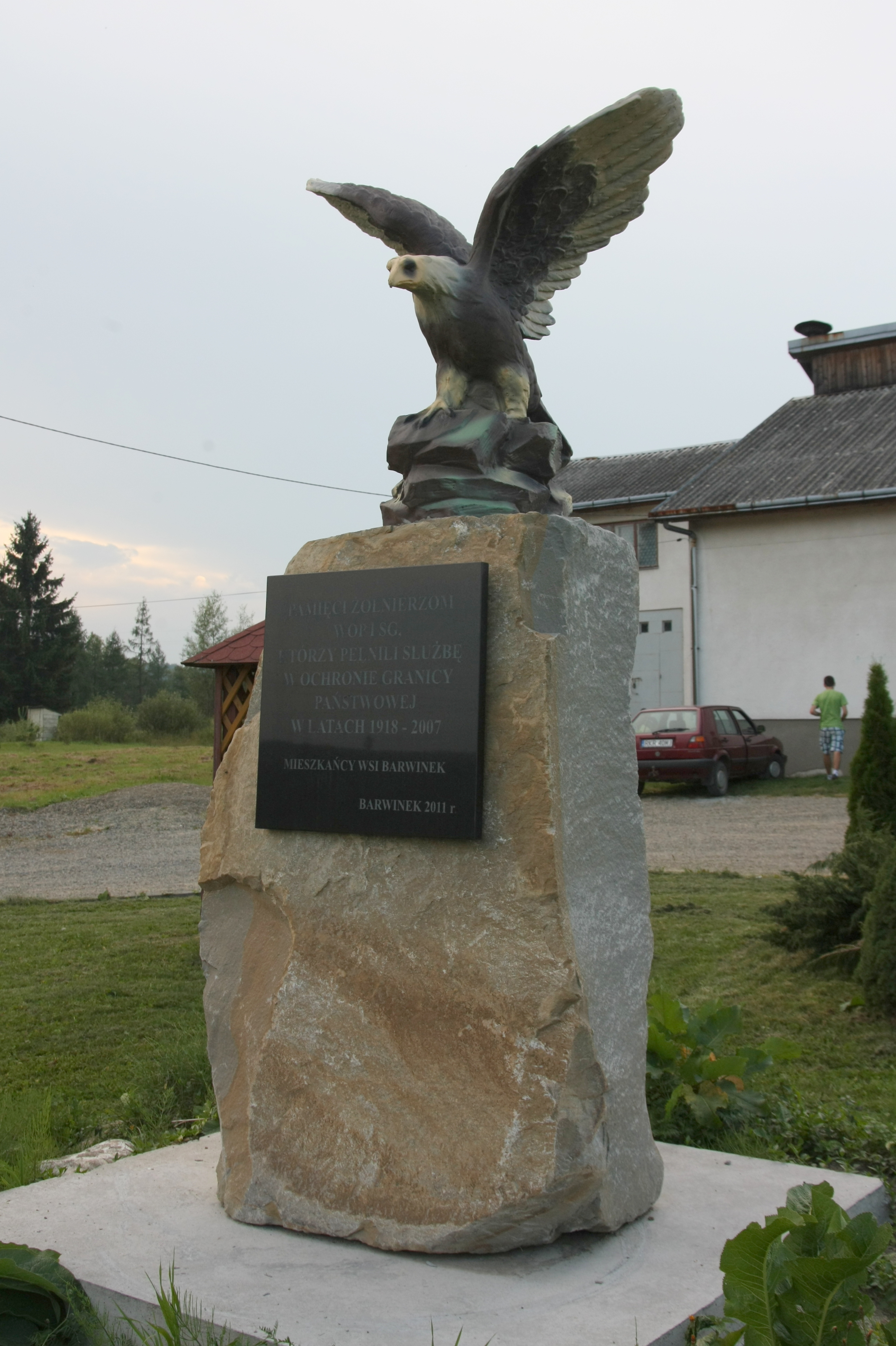
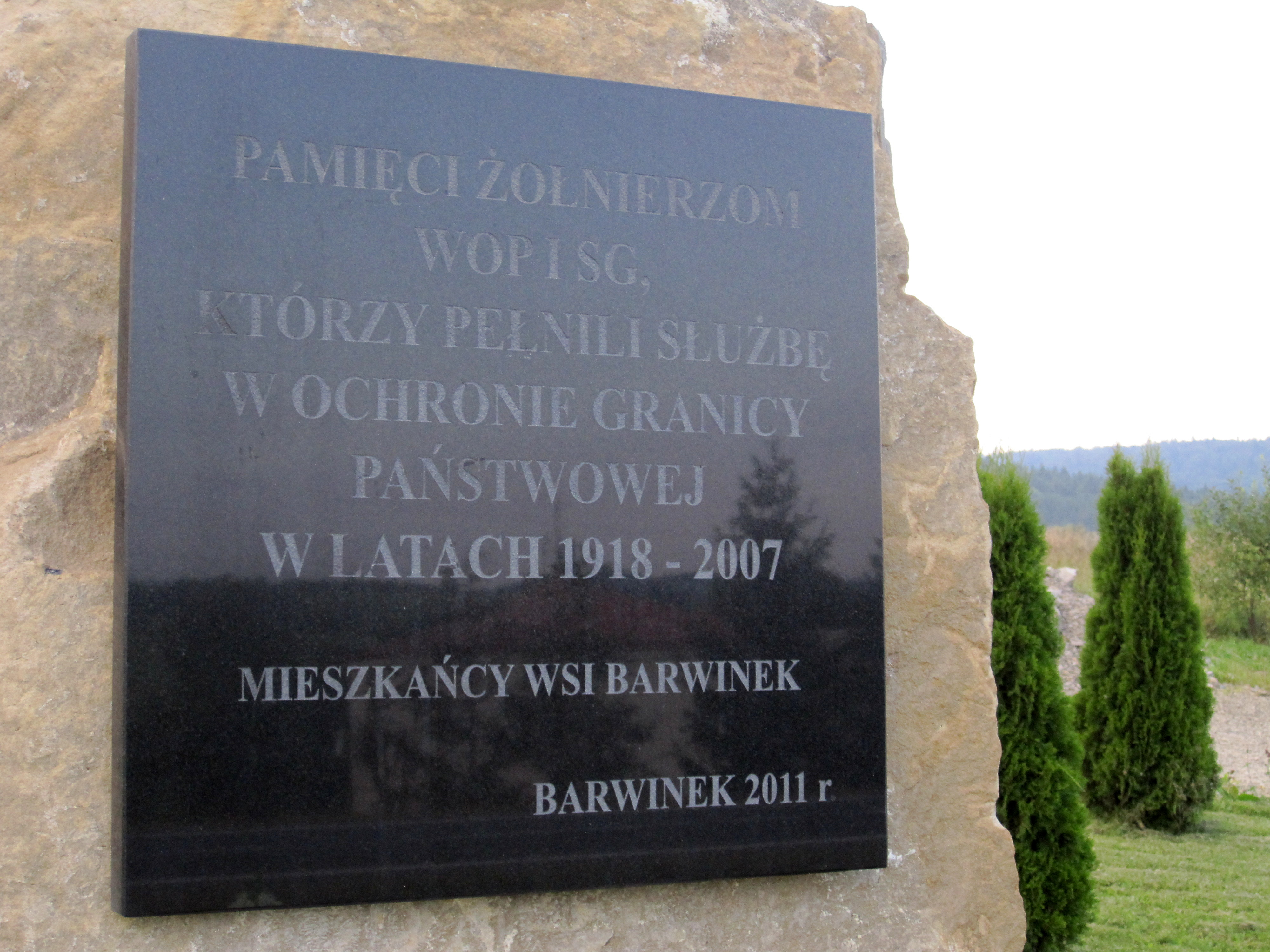
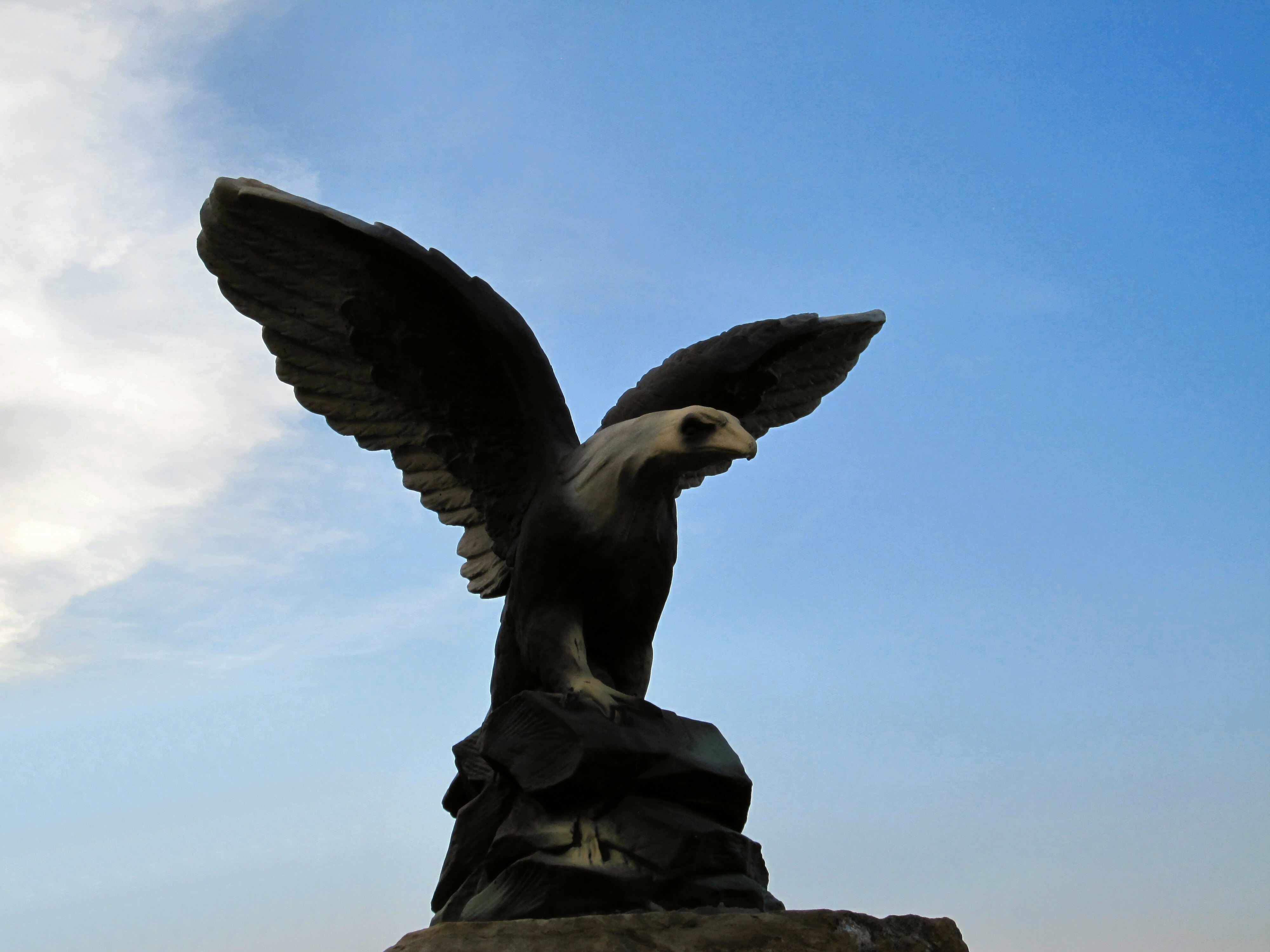